# 毒龍屬
毒龍屬（屬名：Venenosaurus，發音：/vɛˌnɛnoʊˈsɔːrəs/ ven-EN-o-SOR-əs）是一屬蜥腳類恐龍，生存於早白堊世的猶他州。模式種兼唯一種狄氏毒龍（Venenosaurus dicrocei）紀念最初於1998年發現化石的丹佛自然史博物館的志工安東尼·狄郭斯（Anthony DiCroce），出土於雪松山層的毒條段。2001年由維吉尼亞·提威爾（Virginia Tidwell）等人發表新屬種。毒龍是種相對小型的蜥腳類，並與雪松龍等其他早白堊世北美蜥腳類有相似之處。
正模標本（編號DMNH 40932）包括：頸椎、左肩胛骨、右橈骨、左尺骨、指骨、左恥骨、左右恥骨、蹠骨、人字形骨、以及肋骨。尾椎的近側中段，前部有微凸，後部表面平坦。中段尾椎的神經棘向前傾斜，椎體前後端平坦。
毒癮龍是以發現地為名，venenum在拉丁語裡意為「毒物」，因為Poison Strip的直譯即為「毒物地帶」。而sauros在希臘文裡意為「蜥蜴」。種名則來自化石的發現者Anthony DiCroce的姓氏。